# Lonchaea leucostoma
Lonchaea leucostoma är en tvåvingeart som beskrevs av Johann Wilhelm Meigen 1838. Lonchaea leucostoma ingår i släktet Lonchaea och familjen stjärtflugor.
Artens utbredningsområde är Tyskland. Inga underarter finns listade i Catalogue of Life.